# Cosmic Genesis
Cosmic Genesis är det tredje fullängdsalbumet av Vintersorg, utgivet av Napalm Records november 2000. Den här skivan markerade en stor förändring i både musik och texter, då musiken blev mer astronomisk och mystisk, jämfört med skivorna innan som handlade om natur och paganism. Speciella tack skänktes också till Carl Sagan, en känd amerikansk astronom.

## Låtlista
1. "Astral and Arcane" – 6:56
2. "Algol" – 6:08
3. "A Dialogue with the Stars" – 5:47
4. "Cosmic Genesis" – 7:06
5. "Om regnbågen materialiserades" – 5:01
6. "Ars Memorativa" – 5:09
7. "Rainbow Demon" (Ken Hensley) – 4:01 (Uriah Heep-cover)
8. "Naturens Galleri" – 5:22
9. "The Enigmatic Spirit" – 4:43

Alla låtar skrivna av Vintersorg där inget annat angetts.

## Medverkande
Vintersorg
- Vintersorg (Andreas Hedlund) – sång, elektrisk gitarr, akustisk gitarr, basgitarr, keyboard, trumprogrammering, programmering, editering
- Mattias Marklund – rytmgitarr, sologitarr

Bidragande musiker
- Nils Johansson – ytterligare programmering, keyboard, synthesizer

Produktion
- Mattias M (Mattias Marklund) – producent
- Vintersorg – producent, sampling
- Nils Johansson – producent, ljudtekniker
- Jens Rydén – omslagsdesign
- Newens – foto